# Buhl (Bas-Rhin)
Buhl település Franciaországban, Bas-Rhin megyében. Lakosainak száma 508 fő (2022. január 1.). Buhl Crœttwiller, Hatten, Niederrœdern, Stundwiller és Trimbach községekkel határos.

## Népesség
A település népességének változása:
| Lakosok száma | 521  | 528  | 527  | 524  | 518  | 511  | 505  | 505  | 508  |
|               | 2013 | 2015 | 2016 | 2017 | 2018 | 2019 | 2020 | 2021 | 2022 |